# Podi (Trilj)
 Podi  su naselje (selo) koje se nalazi nekih desetak kilometara od grada Trilja.

## Zemljopisni položaj
Naselje Podi se nalazi na krškoj zaravni na jugozapadnim padinama planine Kamešnice, a iznad naselja Grab, Ruda i Vrabač.

## Stanovništvo
| broj stanovnika | 324   |       | 138   | 354   | 542   | 369   |       | 797   | 588   | 492   | 444   | 299   | 139   | 49    | 28    | 13    | 4     |
|                 | 1857. | 1869. | 1880. | 1890. | 1900. | 1910. | 1921. | 1931. | 1948. | 1953. | 1961. | 1971. | 1981. | 1991. | 2001. | 2011. | 2021. |

## Vanjske poveznice
1. ↑  Registar prostornih jedinica Državne geodetske uprave Republike Hrvatske. Wikidata Q119585703
2. ↑  Popis stanovništva, kućanstava i stanova 2021. – stanovništvo prema starosti i spolu po naseljima (hrvatski i engleski). Državni zavod za statistiku. 22. rujna 2022. Wikidata Q118496886
3. ↑  Naselje i odredišni poštanski ured. Hrvatska pošta. Pristupljeno 3. siječnja 2022.